# Leaks
Leaks è il terzo album in studio del produttore discografico italiano Fritz da Cat, pubblicato il 30 agosto 2013.

## Il disco
Pubblicato come allegato in formato CD della rivista La Repubblica XL, l'album è composto da 10 tracce e vanta collaborazioni importanti del mondo del rap italiano e non, tra cui Salmo, Tormento e Bassi Maestro.

## Tracce
1. Gioventù bruciata (feat. Clementino) – 3:57
2. (I commenti su) Youtube (feat. Dargen D'Amico) – 3:14
3. Bei momenti (feat. Fabri Fibra) – 3:47
4. Futuretro (feat. Mecna, Rodrigo D'Erasmo & Ghemon) – 3:45
5. With or Without It (feat. Noyz Narcos & Calibro 35) – 3:39
6. Sbatty Boys (feat. Jack the Smoker) – 2:49
7. In questo gioco (feat. Mondo Marcio) – 3:40
8. Se non fumassi, pt. 2 (feat. Tormento & Primo) – 3:04
9. La mia ispirazione (feat. Salmo & Rocco Hunt) – 3:39
10. Come ai tempi delle Posse (feat. Bassi Maestro) – 3:01